# Gato bicolor

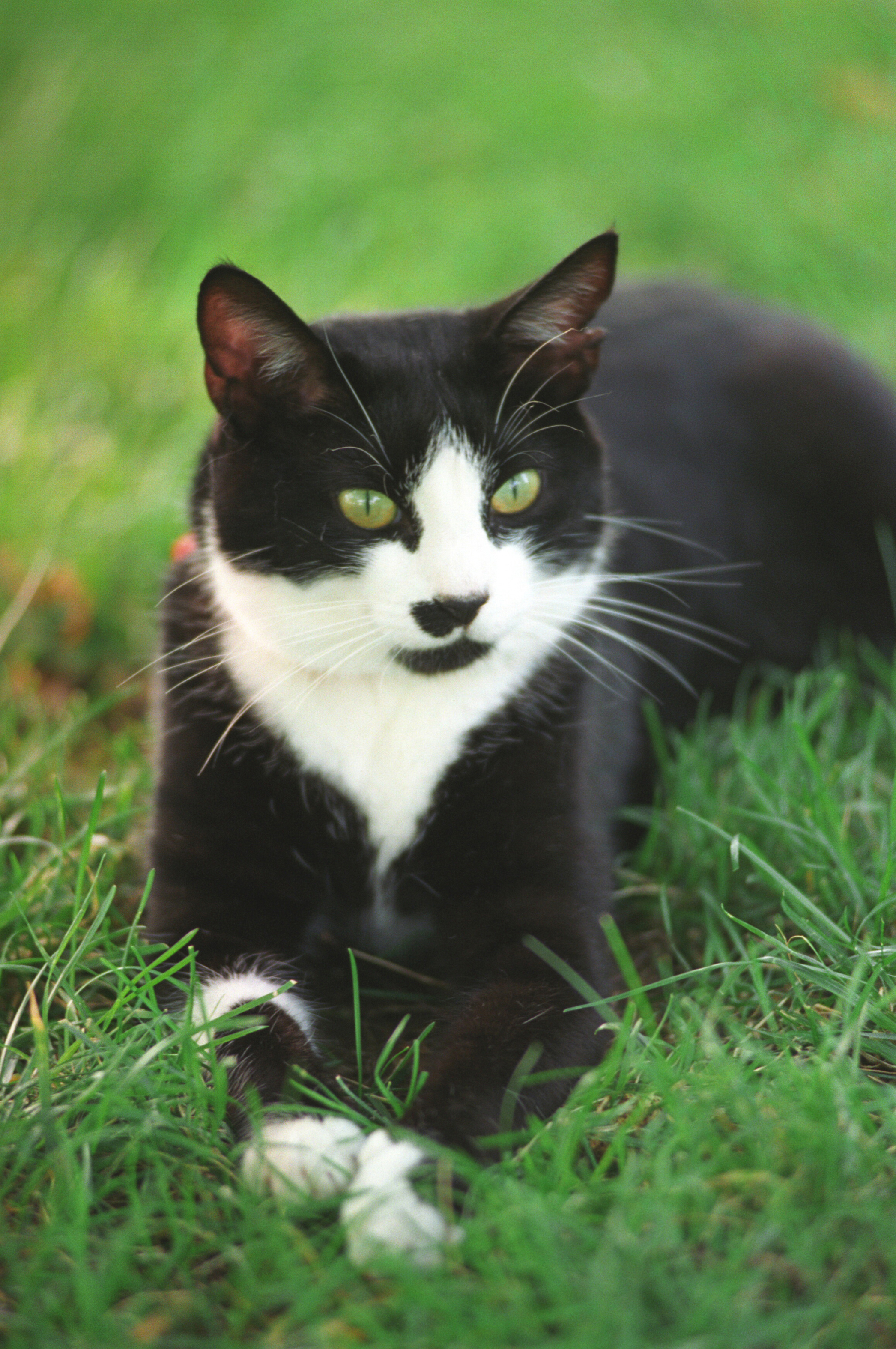
Um gato bicolor que pertenceu a Chelsea Clinton que viveu na Casa Branca de 1993 a 2001. Ele era um gato bicolor com manchas leves, ou um "Frajola"

Um gato bicolor (ou um termo mais específico como gato preto e branco) é um gato com pelo branco combinado com pelo de alguma outra cor, por exemplo preto sólido, malhado ou colorido. Existem vários padrões de um gato bicolor. Elas variam do padrão Van (cor apenas no topo da cabeça e na cauda) até uma cor sólida com um mancha na garganta. Pelagens bicolores são encontradas em muitas raças de gatos, além de serem comuns em gatos domésticos de pelo longo e curto.
Quando há manchas brancas de grau baixo a médio, limitadas ao rosto, patas, garganta e peito de um gato preto, elas são conhecidas no Brasil como Frajola (recebe esse nome por ser semelhante a um gato do desenho Looney Tunes) Bicolor de alto grau resulta em gatos com padrão Van, o que é típico da raça Van turca. Existem muitos padrões entre eles, como "boné e sela", "máscara e manto" e "arlequim" (também conhecido como "pega").
Gatos bicolores de cor predominantemente sólida ocorrem porque há um gene de manchas brancas presente junto com um alelo recessivo do gene agouti, que uniformiza o padrão listrado comum das cores da pelagem. Em contraste, os gatos malhados têm um gene agouti que produz listras na pelagem. O abissínio tem pelo agouti (malhado com listras), dando a aparência de cor uniforme com pelos com faixas coloridas.

## Padrões bicolores

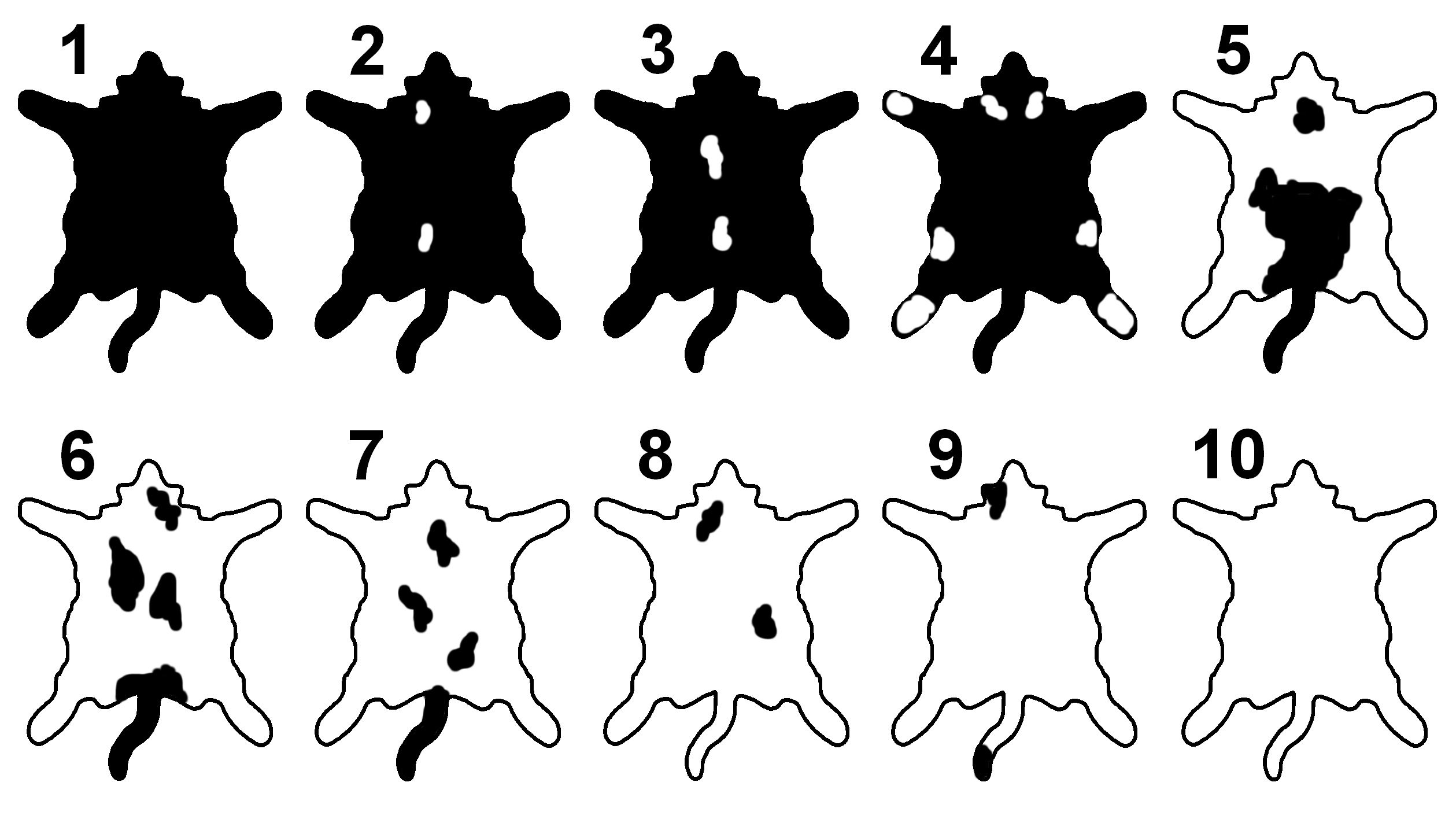
Tabela de expansão bicolor, variando de 1 (cor sólida) a 10 (branco sólido)

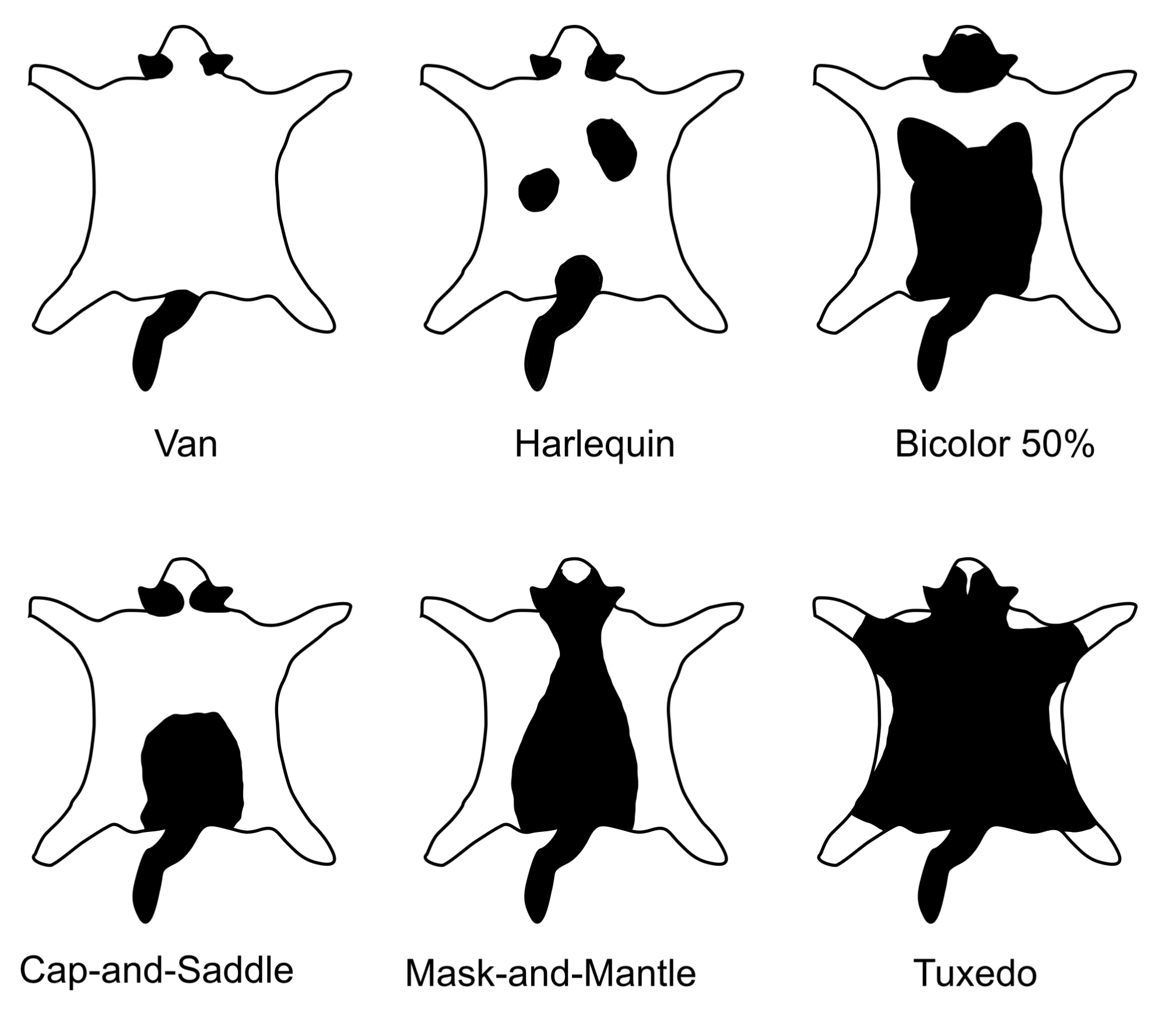
Gráfico de padrões bicolor

A bicoloração em gatos é graduada de um a dez; sendo um completamente colorido e dez completamente branco. Existem também vários padrões com nomes próprios.

### Van

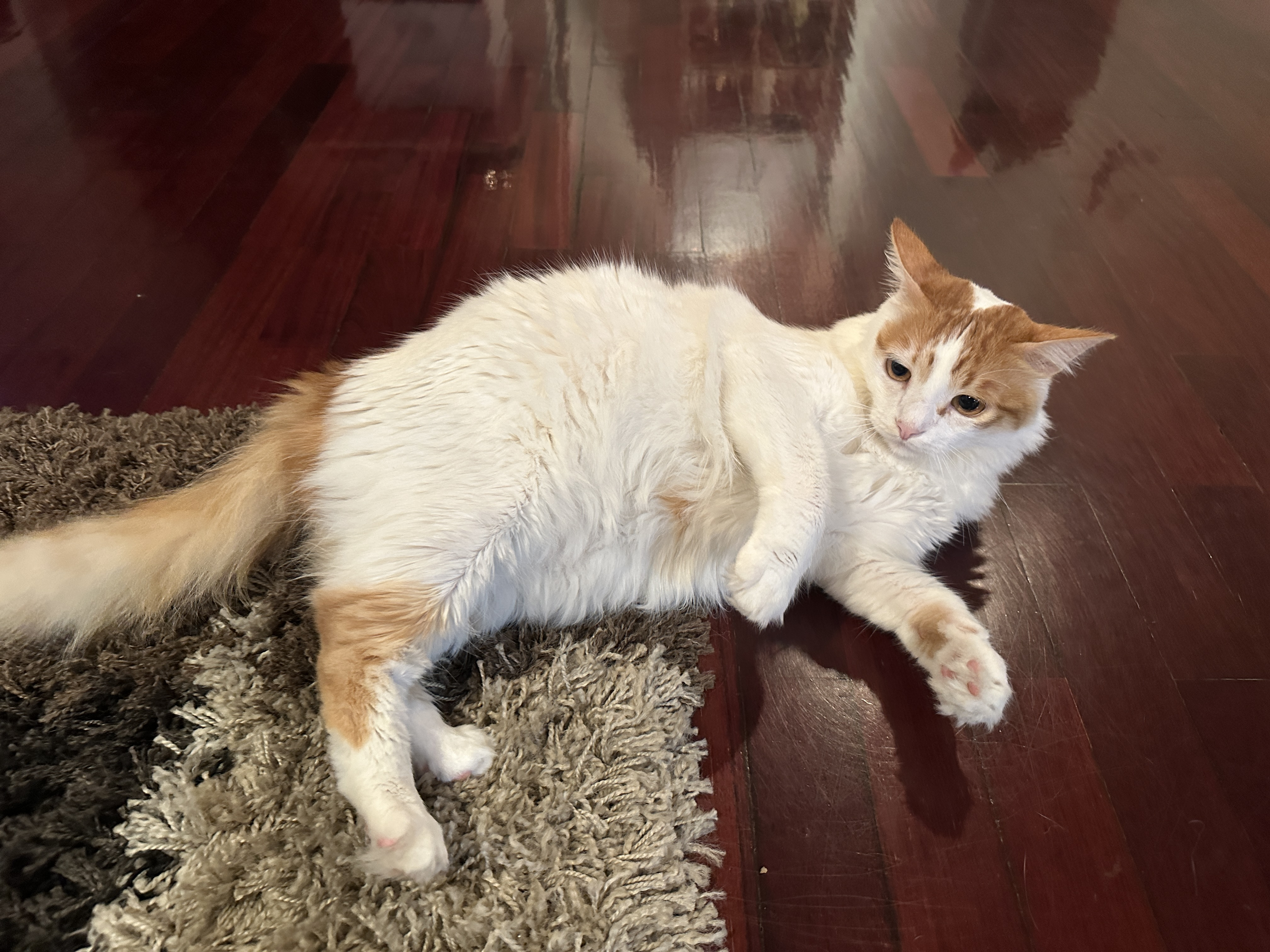
Um Van turco com padrão vermelho, malhado e branco

Os gatos com padrão Van são gatos bicolores, que são principalmente brancos (geralmente mais de 75% brancos), com coloração ao redor das orelhas, separadas por uma faixa branca, e na cauda. Eles podem ter pequenas manchas coloridas (aproximadamente do tamanho de uma moeda) na espinha e ao redor dela. A presença de manchas múltiplas, conjuntas ou maiores no corpo e/ou uma mancha estendida na cabeça que atinge o rosto indica o padrão arlequim. O termo padrão Van vem do Van turco (nomeado em homenagem ao lago de Vã), que é uma raça bicolor com padrão Van. O padrão Van é conhecido pelos geneticistas animais como padrão Seicheles (Seychellois) e é classificado em três variantes: 
- O Neuvieme das Seicheles é branco com manchas coloridas na cauda e na cabeça (padrão clássico do Van turco)
- Seychellois Huitieme é branco com manchas coloridas na cauda e na cabeça, além de manchas adicionais de cor nas pernas
- Seychellois Septieme é branco com manchas de cor nas pernas e no corpo, além das manchas na cabeça e na cauda colorida

Estas são manchas brancas de alto grau dos tipos nove, oito e sete.

### Padrão arlequim
Outro tipo de gato colorido e branco é o gato bicolor com padrão arlequim. Esse padrão de pelagem às vezes é chamado de "gato vaca", "gato mugido" ou "pega" e inclui os padrões "boné e sela" e "máscara e manto". A pelagem com padrão arlequim é predominantemente branca (geralmente 50%-75% branca)  combinada com marcações coloridas no corpo do gato, incluindo sua cabeça e cauda. Ele não tem a "jaqueta" de cor sólida do Frajola Em vez disso, ele tem grandes manchas coloridas sobre um corpo quase todo branco, geralmente com uma máscara colorida sobre a cabeça. Os "gatos de máscara preta" são assim chamados porque parecem estar usando uma máscara preta sobre a cabeça.

### Padrão bicolor verdadeiro

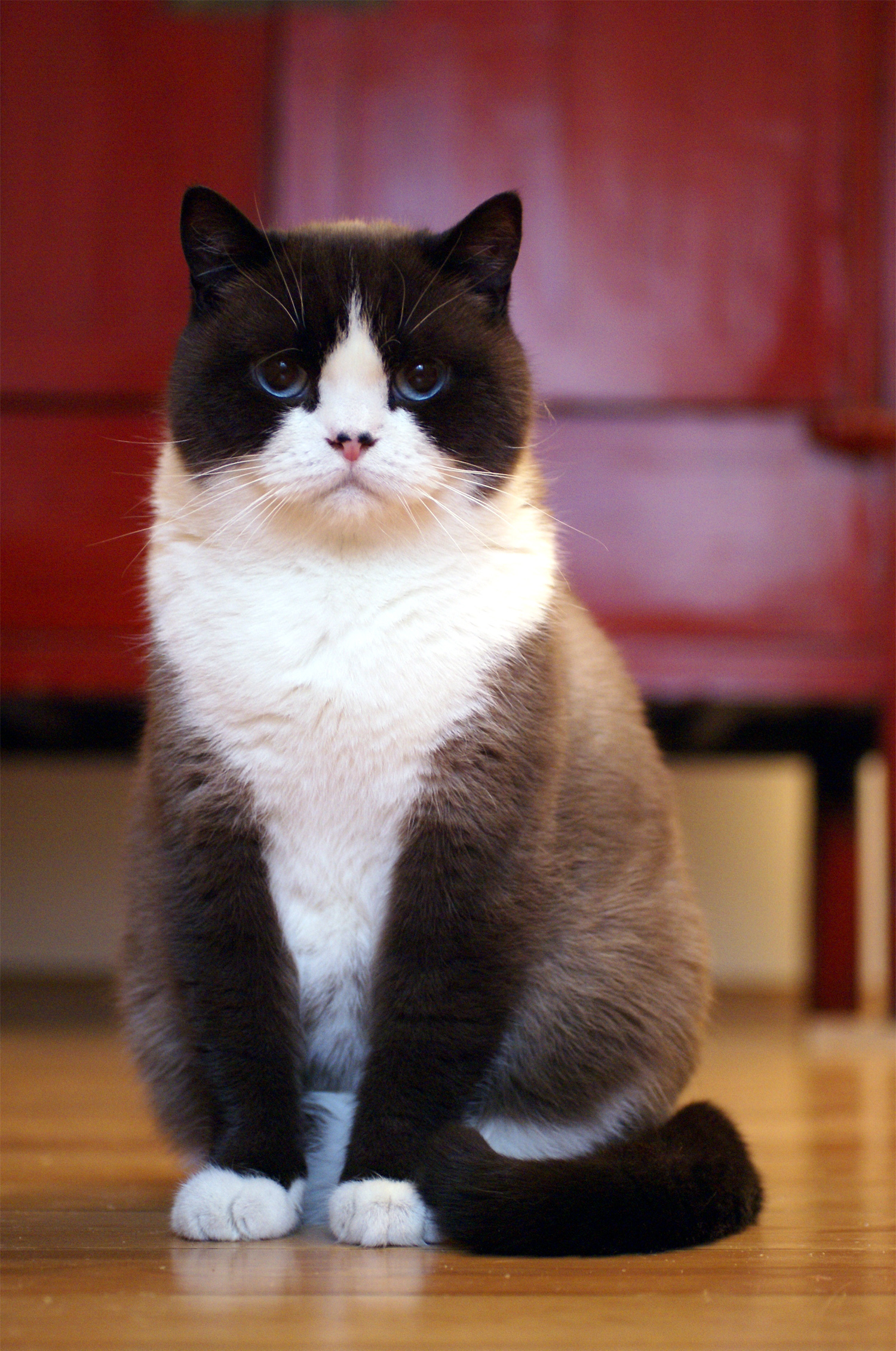
British Shorthair bicolor com padrão preto, ponto e branco, com distribuição de cores simétrica e uma faixa branca no rosto

O gato rotulado como "bicolor" ou "bicolor verdadeiro" é o padrão preferido em gatos bicolores de raça pura para exposição. Gatos com padrão bicolor apresentam manchas brancas de grau médio (geralmente aproximadamente 50%-25% de branco). O registro de gatos da Fédération Internationale Féline (FIFe) afirma que para uma pelagem bicolor "padrão" competir em exposições: "as manchas de cor devem ser claramente separadas umas das outras, uniformes na cor e harmoniosamente distribuídas. Pelo menos deve ser colorido, mas não mais do que; o resto é branco." Da mesma forma, a World Cat Federation (WFC) permite uma quantidade de cor entre até para gatos com padrão bicolores. Em comparação, a The Cat Fanciers' Association (CFA) diz que "gatos com apenas um medalhão e/ou botão [remendo no peito] não se qualificam para esta classe de cor".

### Padrão de smoking

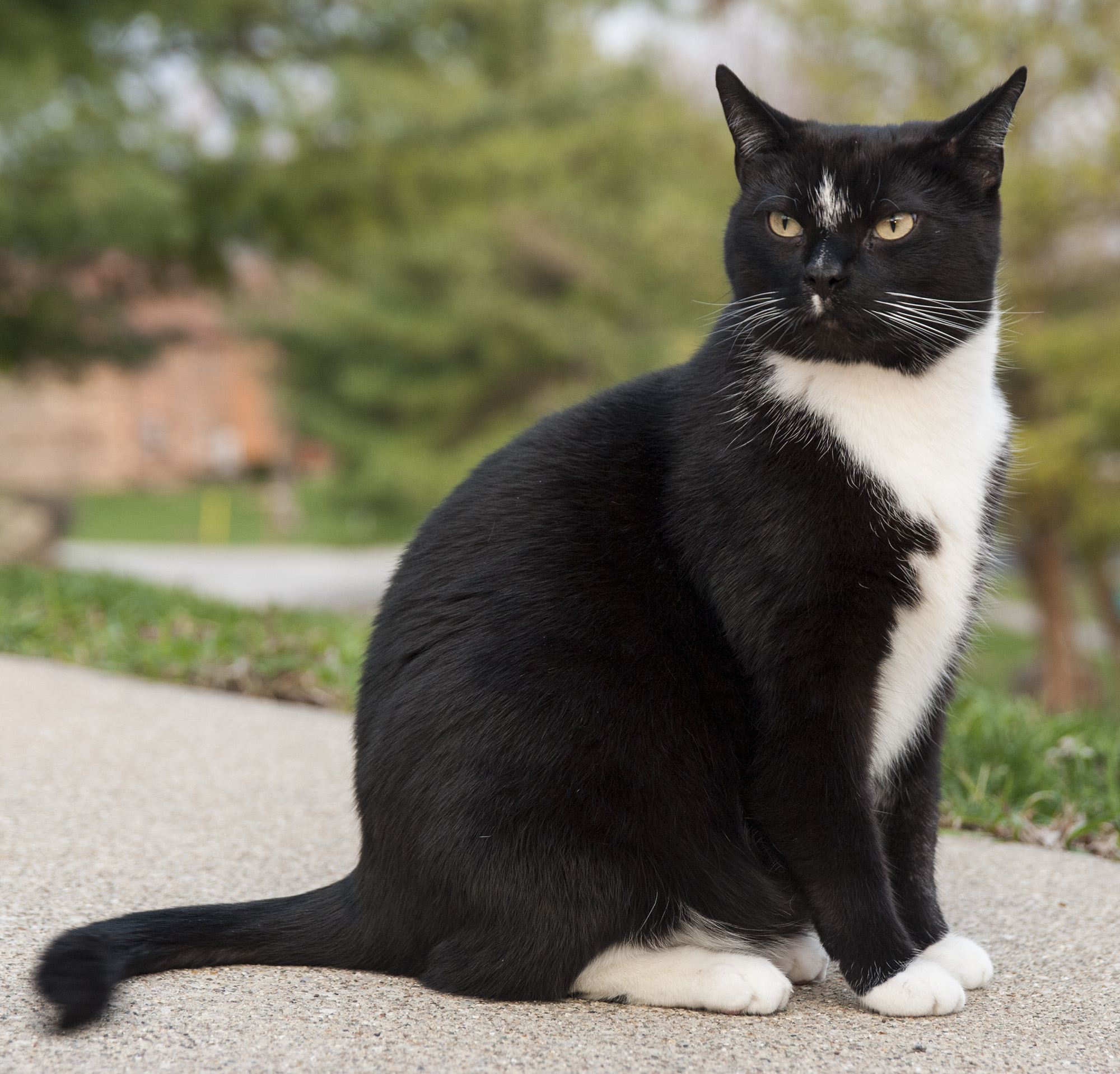
Um gato preto e branco com padrão de smoking

Um gato smoking ou gato Frajola é um gato bicolor com manchas brancas de baixo grau (geralmente perto de 25% de branco) na pelagem. O termo "gatos de smoking" é normalmente usado para gatos de cor preta e branca, mas gatos com estampa de smoking vêm em todas as cores de gatos. Eles são chamados de Frajola no Brasil devido à semelhança com o gato preto e branco do desenho animado Looney Tunes.
Para ser considerado um verdadeiro gato smoking, a coloração do felino deve consistir em uma pelagem colorida, com pelos brancos limitados às patas, barriga, peito, garganta e, muitas vezes, ao queixo - às vezes, à cauda, embora muitos gatos smoking pareçam ostentar cavanhaques, devido à coloração preta de sua mandíbula maxilar inferior e queixo. Focinhos brancos ou uma mancha branca no rosto são atributos comuns dos gatos smoking. A maioria dos gatos de smoking também são "gatos de máscara preta" com uma faixa branca completa, um nome comum para felinos que, devido à coloração facial, parecem estar usando uma máscara preta sobre os olhos e, muitas vezes, sobre a cabeça inteira. A distribuição ideal de cores é simétrica, e as áreas brancas são de tamanho modesto e limitadas às áreas desejáveis.

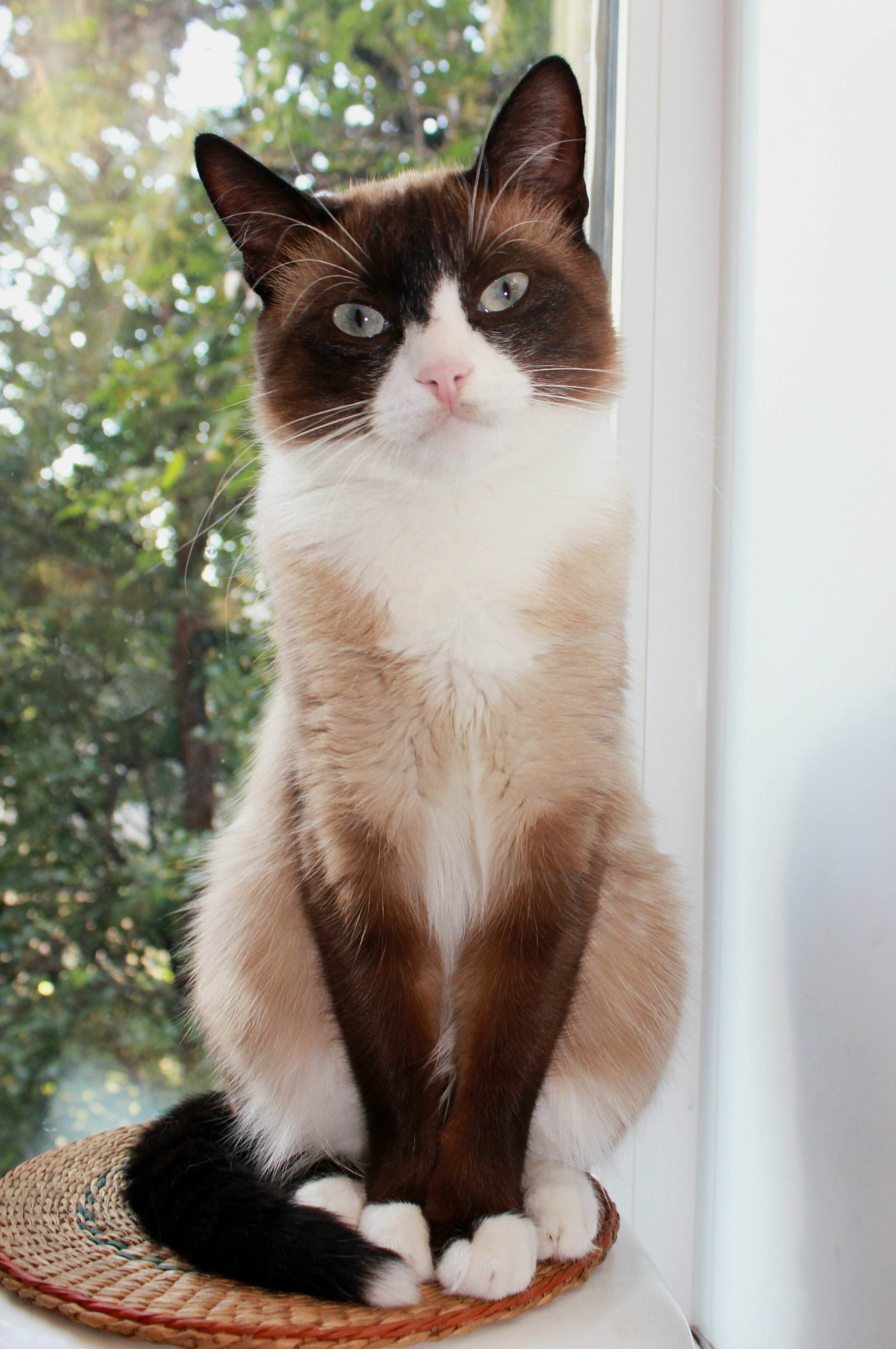
Um gato Snowshoe mostrando o padrão Snowshoe, que é igual ao padrão de manchas brancas, muitas vezes chamado de "smoking"

Na maioria dos registros de gatos, o padrão de smoking não é um termo oficial usado para categorizar padrões de manchas brancas em gatos de exposição. No entanto, o padrão ou código usado para indicar as marcações brancas na raça de gato Snowshoe é igual ao padrão de manchas brancas conhecido como "smoking" entre os entusiastas de gatos smoking.